# Parti républicain progressiste (Brésil)
Pour les articles homonymes, voir Parti républicain progressiste et Parti de la République.
Le Parti républicain progressiste (en portugais : Partido Republicano Progressista) est un parti politique brésilien. Lors des élections générales de 2010, le PRP soutient la candidature présidentielle de Dilma Rousseff et parvient à faire élire deux députés.
En juillet 2018, il compte 250 882 membres. Il disparait en 2019, absorbé par Patriota.